# Maxey-sur-Vaise
Maxey-sur-Vaise – miejscowość i gmina we Francji, w regionie Grand Est, w departamencie Moza.
Według danych na rok 1990 gminę zamieszkiwały 293 osoby, a gęstość zaludnienia wynosiła 27 osób/km² (wśród 2335 gmin Lotaryngii Maxey-sur-Vaise plasuje się na 757. miejscu pod względem liczby ludności, natomiast pod względem powierzchni na miejscu 546.).